# 懷特維爾鎮區 (北卡羅萊納州哥倫布縣)
懷特維爾鎮區（英語：Whiteville Township）是位於美國北卡羅萊納州哥倫布縣的一個鎮區。

## 地方資料
懷特維爾鎮區的面積為181.56平方千米，皆為陸地。根據2020年美國人口普查的數據，當地共有人口11729人，而人口密度為每平方千米64.6人。